# Око (фільм, 2008)
«О́ко» (англ. The Eye) — містичний фільм жахів з елементами трилера і драми від режисерів Девіда Моро і Ксав'єра Палю. Ремейк однойменного гонконгського фільму. Прем'єра фільму відбулась 31 січня 2008 року.

## Сюжет
Після того як Сідні (Джессіка Альба) осліпла в дитинстві, вона звикла до життя в суцільній темряві. Але настав час коли, за допомогою сучасної медицини, їй пересадили рогівки очей невідомого донора. Але після пересадки рогівок Сідні починає бачити те, чого б не мала — їй ввижаються події, які сталися в минулому або відбудуться в майбутньому. Тоді вона вирішує дізнатися хто став її донором…

## В ролях
- Джессіка Альба — Сідні Велш
- Алессандро Нівола — лікар Пол Фолкнер
- Паркер Поузі — Хелен Велш
- Раде Сербеджія — Сімон МакКаллоу
- Рейчел Тікотін — Роза Мартінес
- Хлоя Моріц — Аліша

## Касові збори
В перші вихідні зібрав 12,425,776 $ (друге місце). В прокаті з 1 лютого по 10 квітня 2008, найбільша кількість показів в 2,470 кінотеатрах одночасно. За час прокату зібрав у світі 56,964,642 $ (85 місце за результатами року) з них 31,418,697 $ в США (94 місце за результатами року) і 25,545,945 $ в іншому світі. В країнах СНД фільм йшов з 21 лютого по 20 квітня 2008 і зібрав 1,724,758 $.

## Саундтрек
Саундтрек до фільму був створений Марко Бельтрамі і виданий на окремому носію. Саундтрек складається з наступних композицій:
1. The Eye Main Titles — 1:34
2. Bruja — 1:53
3. Rain — 2:42
4. Not My Eyes — 3:06
5. To See Again — 1:32
6. Apartment On Fire — 1:37
7. Taking Mrs. Hillman — 2:11
8. Road to Mexico — 2:03
9. He Is Dead — 2:54
10. Bedridden — 3:19
11. Report Card — 1:52
12. Who Is She? — 1:56
13. Mirror Mirror — 3:02
14. Mrs. Martinez — 4:10
15. Walkthrough — 1:42
16. Retribution — 3:02
17. The Drive Home — 1:49
18. Roadblock — 4:45
19. The Concert — 1:53

## Цікаві факти
- Головну роль планувалося віддати Рене Зеллвегер.